# Elapsoidea
Elapsoidea – rodzaj jadowitych węży z rodziny zdradnicowatych (Elapidae).

## Zasięg występowania
Rodzaj obejmuje gatunki występujące w Afryce (Mauretania, Senegal, Gambia, Gwinea Bissau, Gwinea, Sierra Leone, Liberia, Wybrzeże Kości Słoniowej, Mali, Burkina Faso, Ghana, Togo, Benin, Niger, Nigeria, Kamerun, Czad, Sudan, Somalia, Etiopia, Sudan Południowy, Republika Środkowoafrykańska, Gabon, Kongo, Demokratyczna Republika Konga, Rwanda, Burundi, Uganda, Kenia, Tanzania, Malawi, Zambia, Angola, Namibia, Botswana, Zimbabwe, Mozambik, Eswatini i Południowa Afryka).

## Systematyka

### Etymologia
- Elapsoidea: rodzaj Elaps Schneider, 1801; gr. -οιδης -oidēs „przypominający”[6][2].
- Elapechis: zbitka wyrazowa nazw rodzajów: Elaps Schneider, 1801 oraz Echis Merrem, 1820[3]. Nowa nazwa dla Elapsoidea Bocage, 1866.

### Podział systematyczny
Do rodzaju należą następujące gatunki: 
- Elapsoidea boulengeri Boettger, 1895
- Elapsoidea broadleyi Jakobsen, 1997
- Elapsoidea chelazziorum Lanza, 1979
- Elapsoidea guentherii Bocage, 1866
- Elapsoidea laticincta (Werner, 1919)
- Elapsoidea loveridgei Parker, 1949 – afrokoralówka wschodnioafrykańska[7]
- Elapsoidea nigra Günther, 1888
- Elapsoidea semiannulata Bocage, 1882
- Elapsoidea sundevallii Smith, 1848
- Elapsoidea trapei Mané, 1999